# Bornagius Pál
Bornagius Pál (Felka, 1674. szeptember 28. – 1737. december 4.) evangélikus lelkész, hit- és törvénytudományi író.

## Élete
Tanulmányait itthon kezdte, majd külföldre ment és 1696. május 4-étől a wittenbergi egyetem hallgatója volt, mely 1699. április 27-én avatta magisterré. Egy történelmi tárgyú vitán volt respondens.

## Műve
- Confessio Martirum de mysterio sacro sanctae Trinitatis. Vitebergae. 1699. és 1701.